# Radio Hat

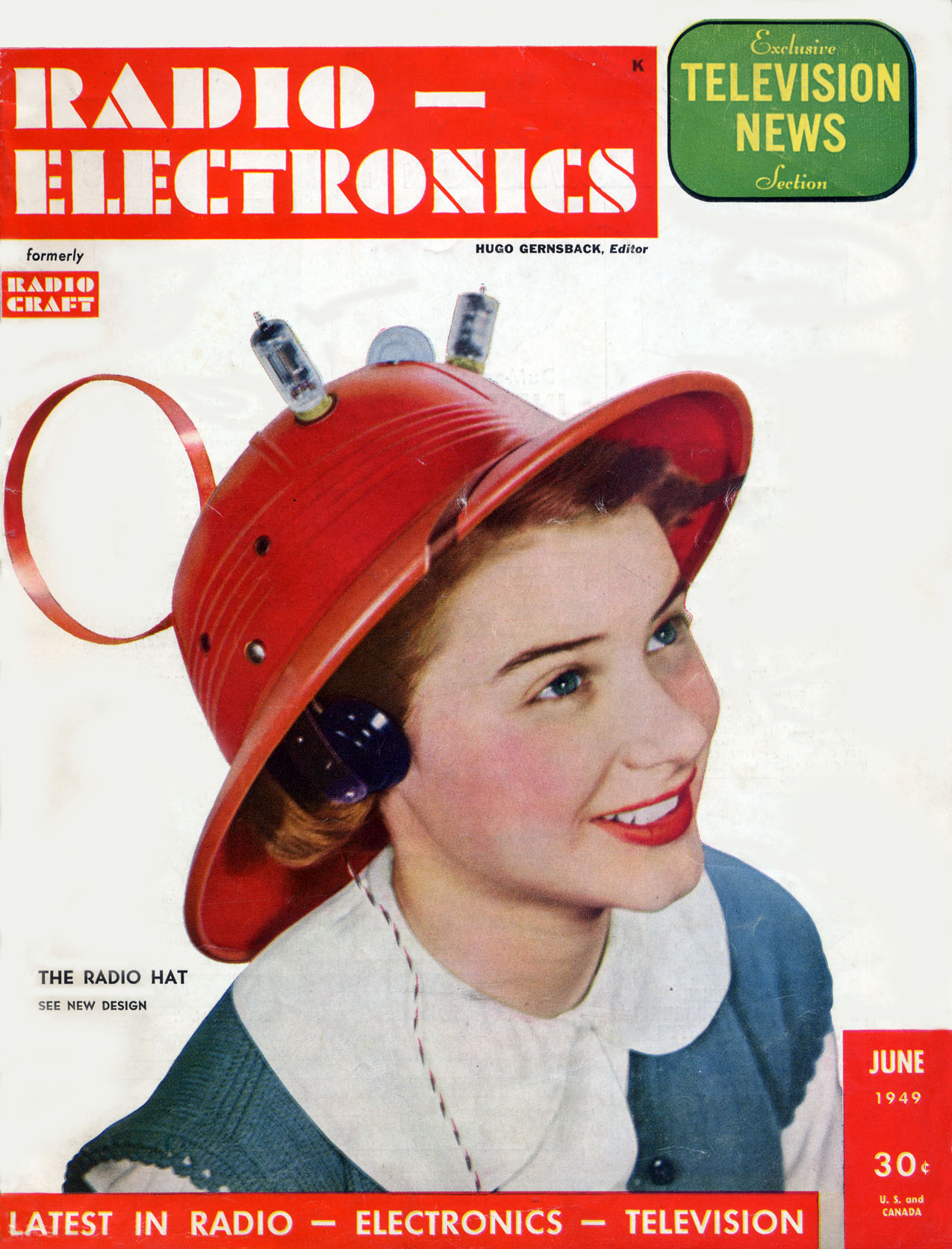
Ejemplar de junio de 1949 de Radio-Electronics mostrando el "Radio Hat, hombre de Marte", presentado por Hope Lange que contaba con 15 años de edad.

Radio Hat (en inglés "sombrero radio") fue un modelo de radio portátil construido utilizando un casco colonial que permitía captar las emisiones de estaciones de radio en un radio de 32 km de distancia. El mismo fue lanzado al mercado de Estados Unidos a comienzos de 1949 con un valor de 7.95 dólares con la denominación de "Man-from-Mars Radio Hat"  (en inglés el "Sombrero Radio del Hombre de Marte"). Debido a una exitosa campaña publicitaria, el Radio Hat estuvo a la venta en todo el territorio de Estados Unidos.
El Radio Hat fue fabricado por American Merri-Lei Corporation de Brooklyn N.Y. La empresa era un proveedor reconocido de sombreros para fiestas, chifles y otros elementos. Su fundador, Victor Hoeflich, había inventado una máquina para fabricar leis (guirnaldas) hawaianas de papel cuando estaba en la escuela secundaria (1914), y para 1949 la empresa despachaba cada año millones de leis a Hawái. Hoeflich que era un inventor, continuó desarrollando y vendiendo maquinaria que fabricar elementos de papel.
Las radios a batería portátiles habían estado en el mercado desde hacía muchos años, pero Hoeflich tenía la esperanza de que una radio con una presentación novedosa y una campaña de publicidad adecuada podía ser exitosa. Se acababa de inventar el transistor, pero el mismo aún era una costosa curiosidad de laboratorio; el primer transistor de radio recién se inventaría cinco años después. En cambio esta radio utilizaba la tecnología de válvulas de vacío y las válvulas fueron utilizadas como un elemento distintivo del diseño. También eran visibles la antena y la perilla de ajuste.